# 7791 Ebicykl
7791 Ebicykl è un asteroide della fascia principale. Scoperto nel 1995, presenta un'orbita caratterizzata da un semiasse maggiore pari a 3,1429917 UA e da un'eccentricità di 0,1614494, inclinata di 9,92857° rispetto all'eclittica.